# 龍仁輕量電鐵Y100系電動列車
龍仁輕量電鐵Y100系電動列車（：／）是龍仁輕電鐵株式會社的一款通勤型电力动车组，在龍仁輕電鐵运营。

## 概况
Y100系电车是龍仁輕電鐵的列车，採用無人駕駛方式全自動運行，由龐巴迪運輸于2008年（生产车辆编号为A101-A130）在美國生产，在2013年4月26日正式投入使用。运行于龍仁輕電鐵全区间。列车客室车门为電動外置滑軌门，每节车厢共2对车门，目前均为1辆编组。列车全部配属于三街车辆基地。本車亦是韓國鐵路車輛中首次採用直線電機的輪軌車輛。

## 其他
編號A105的列車已在營運後不久，將車內照明由白熾燈改為LED燈。

## 圖片

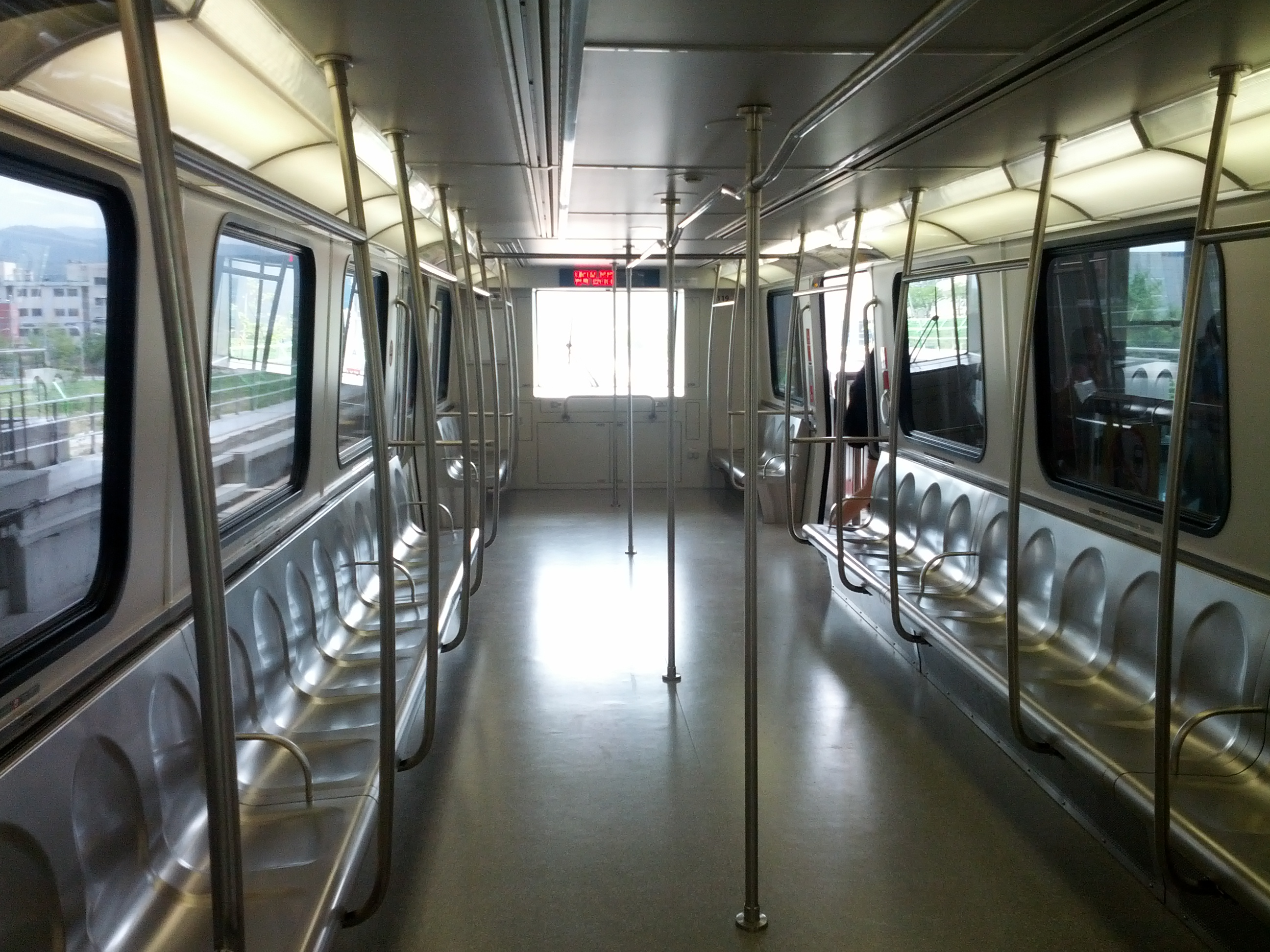
車廂內部
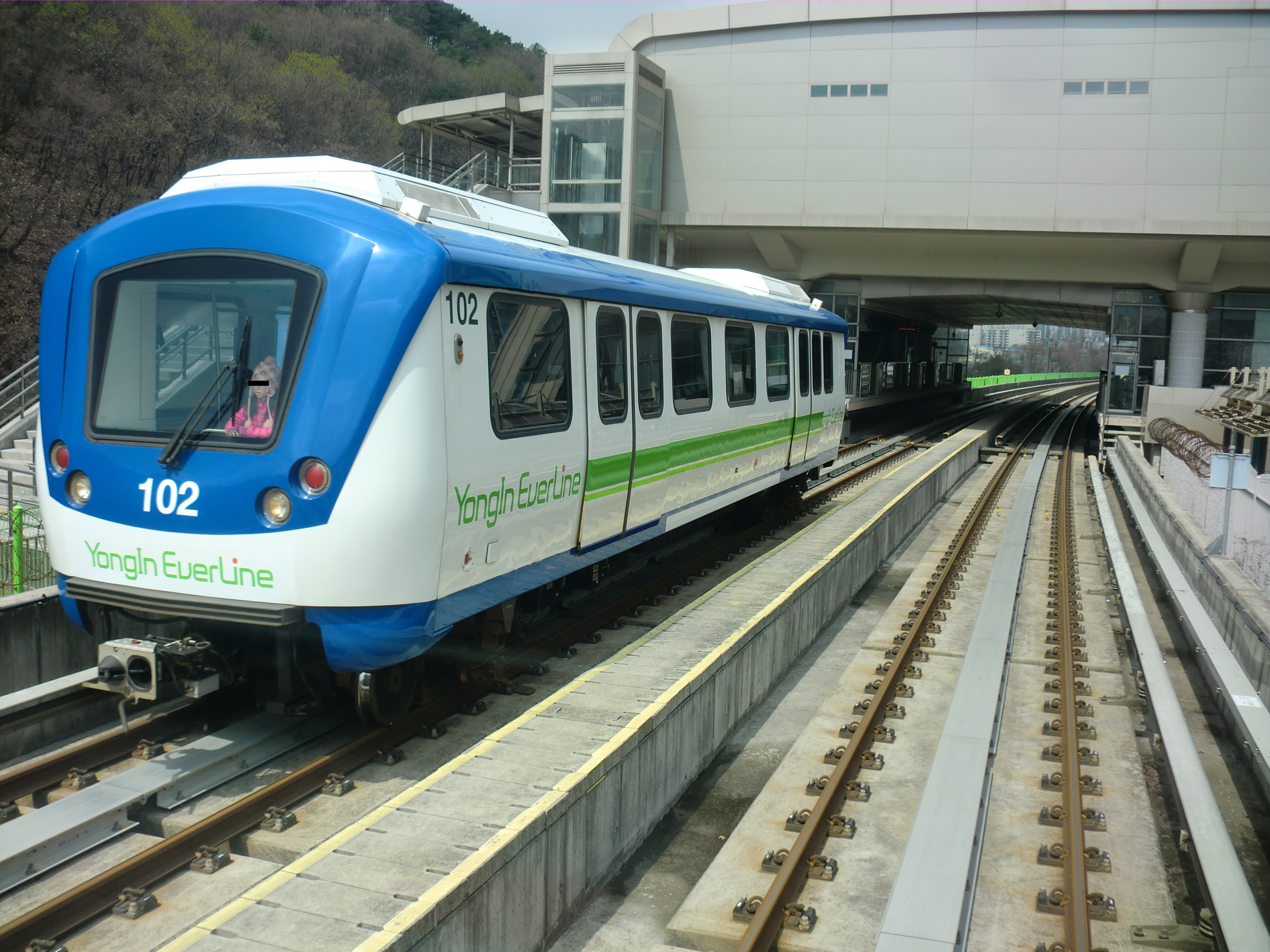
102車次
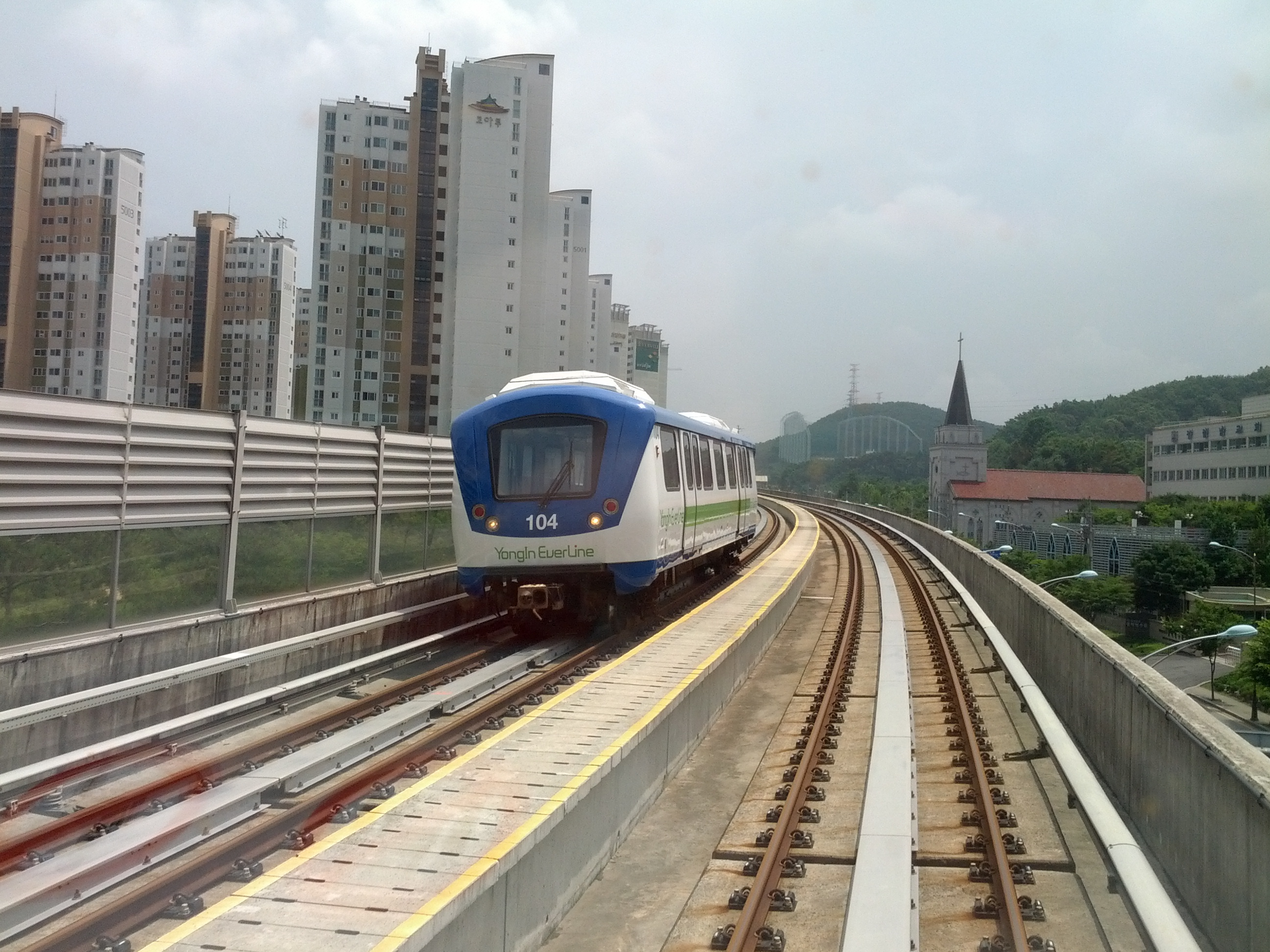
104車次
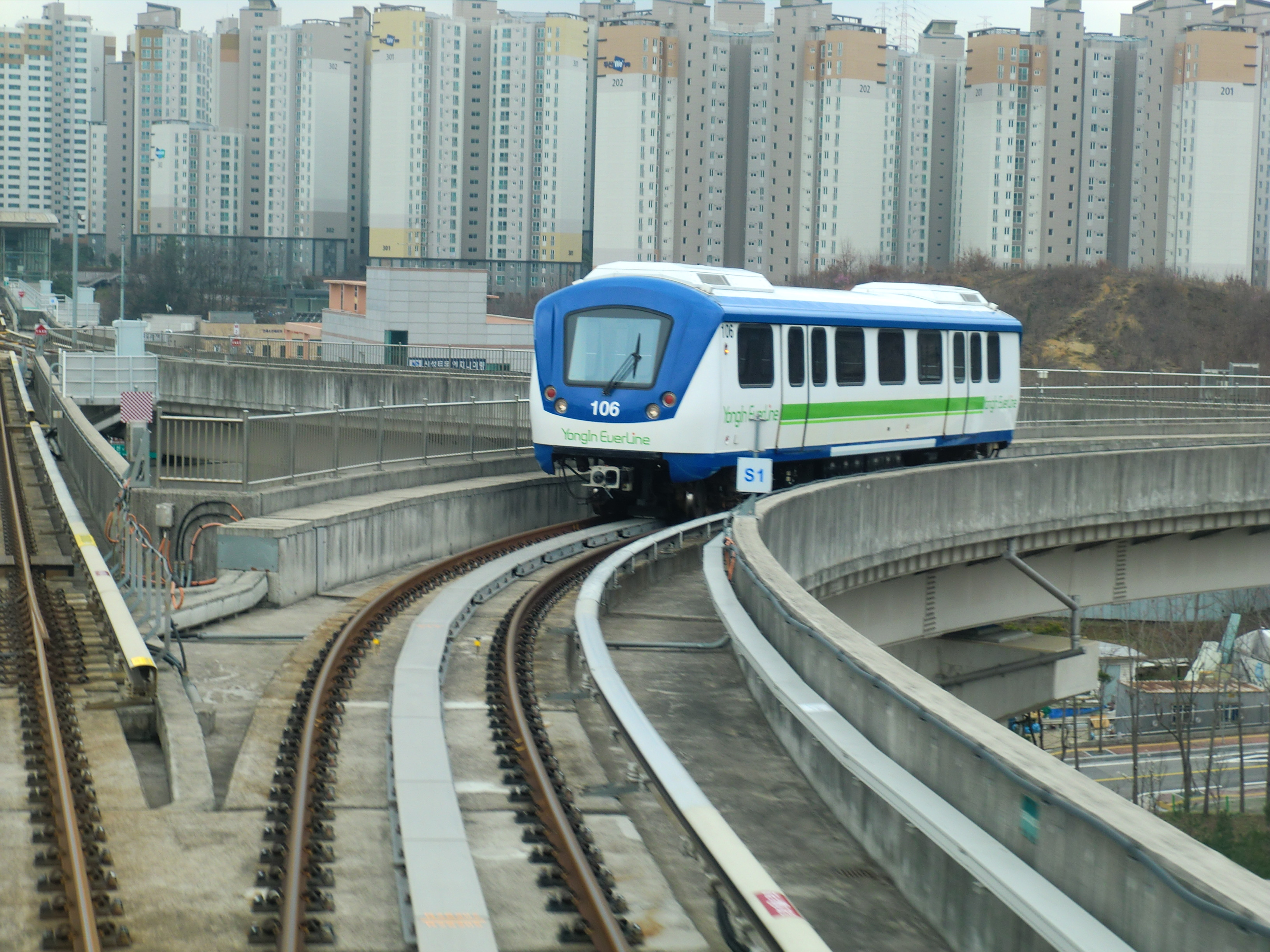
106車次
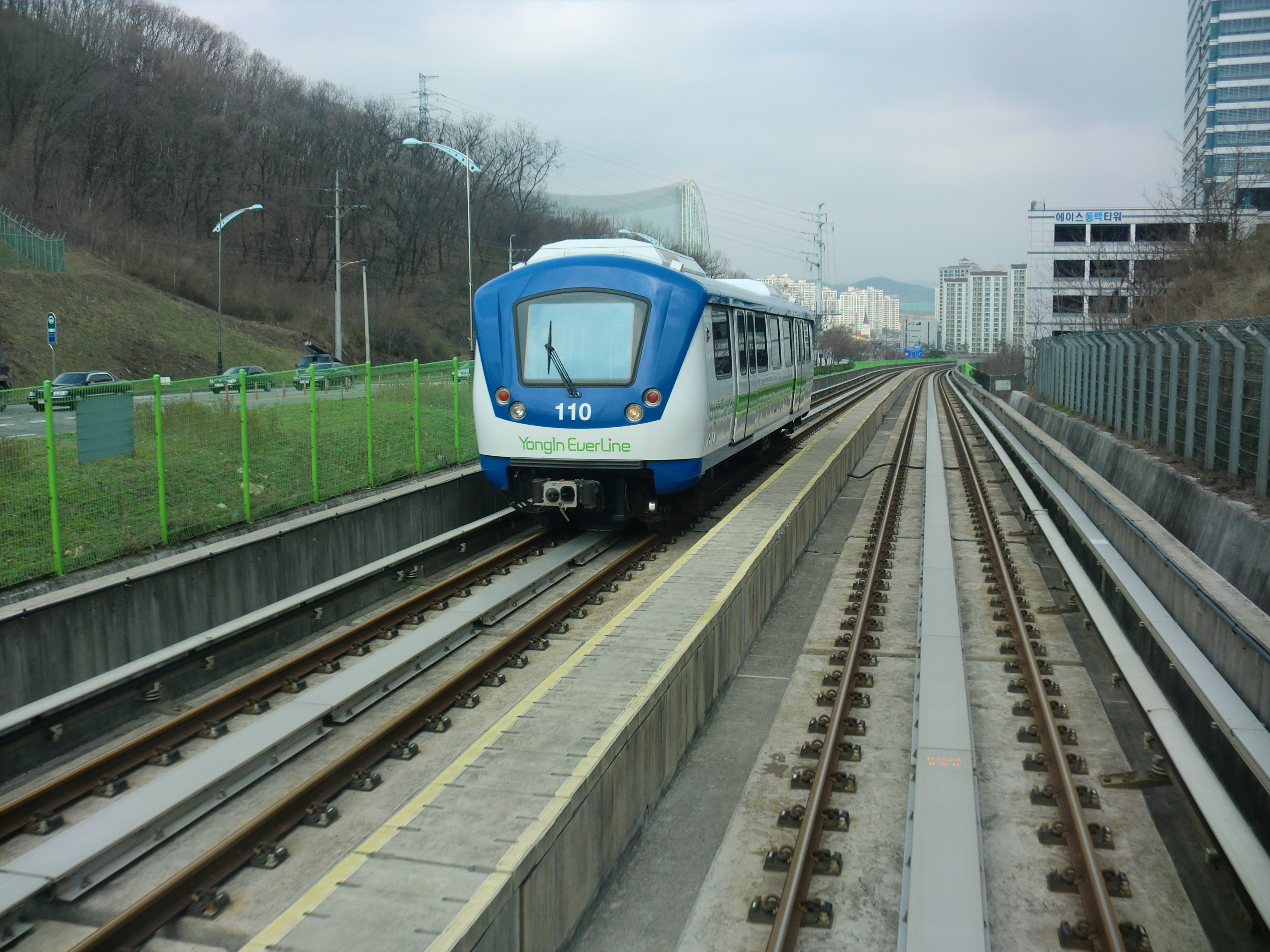
110車次
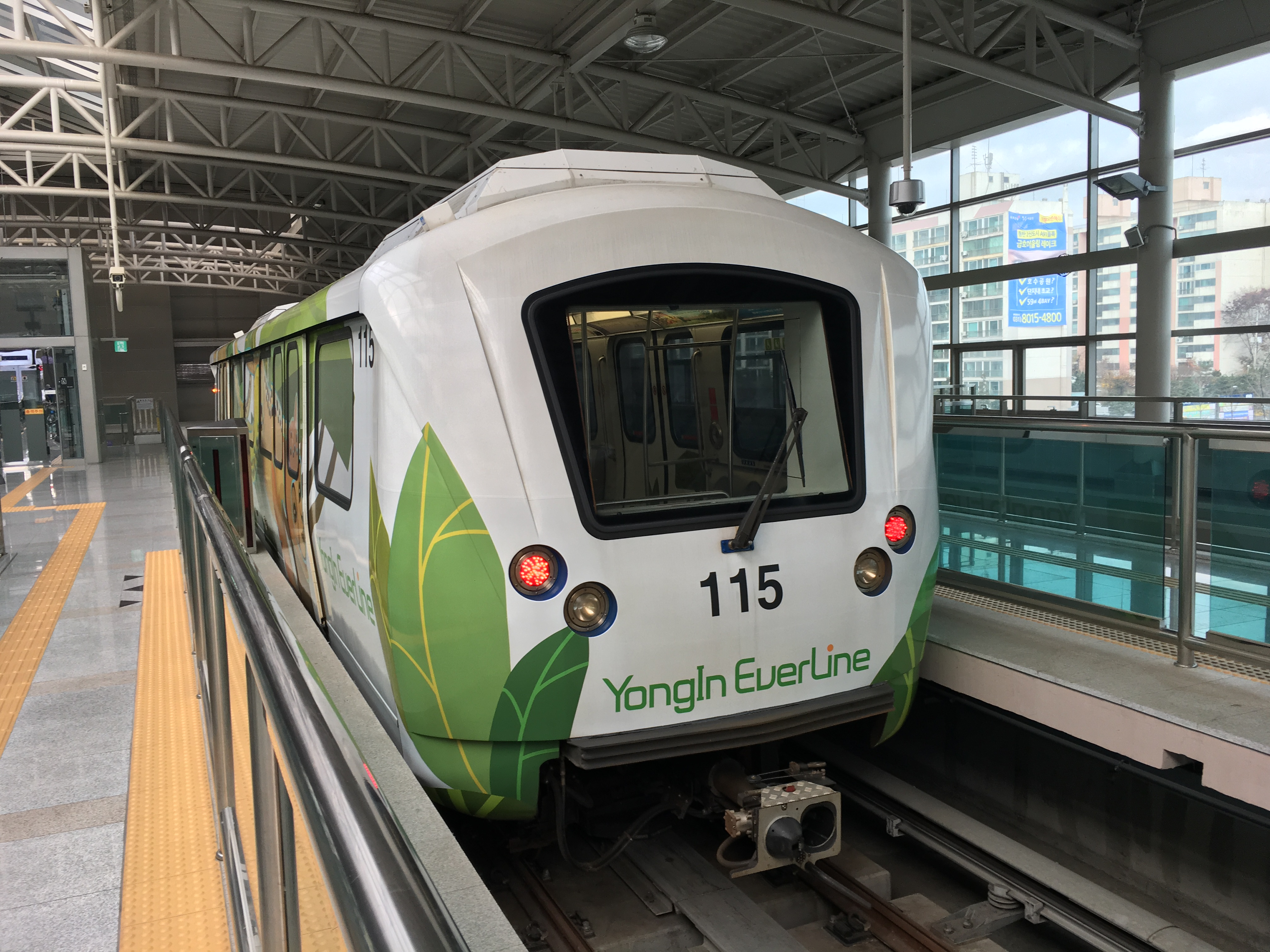
115車次
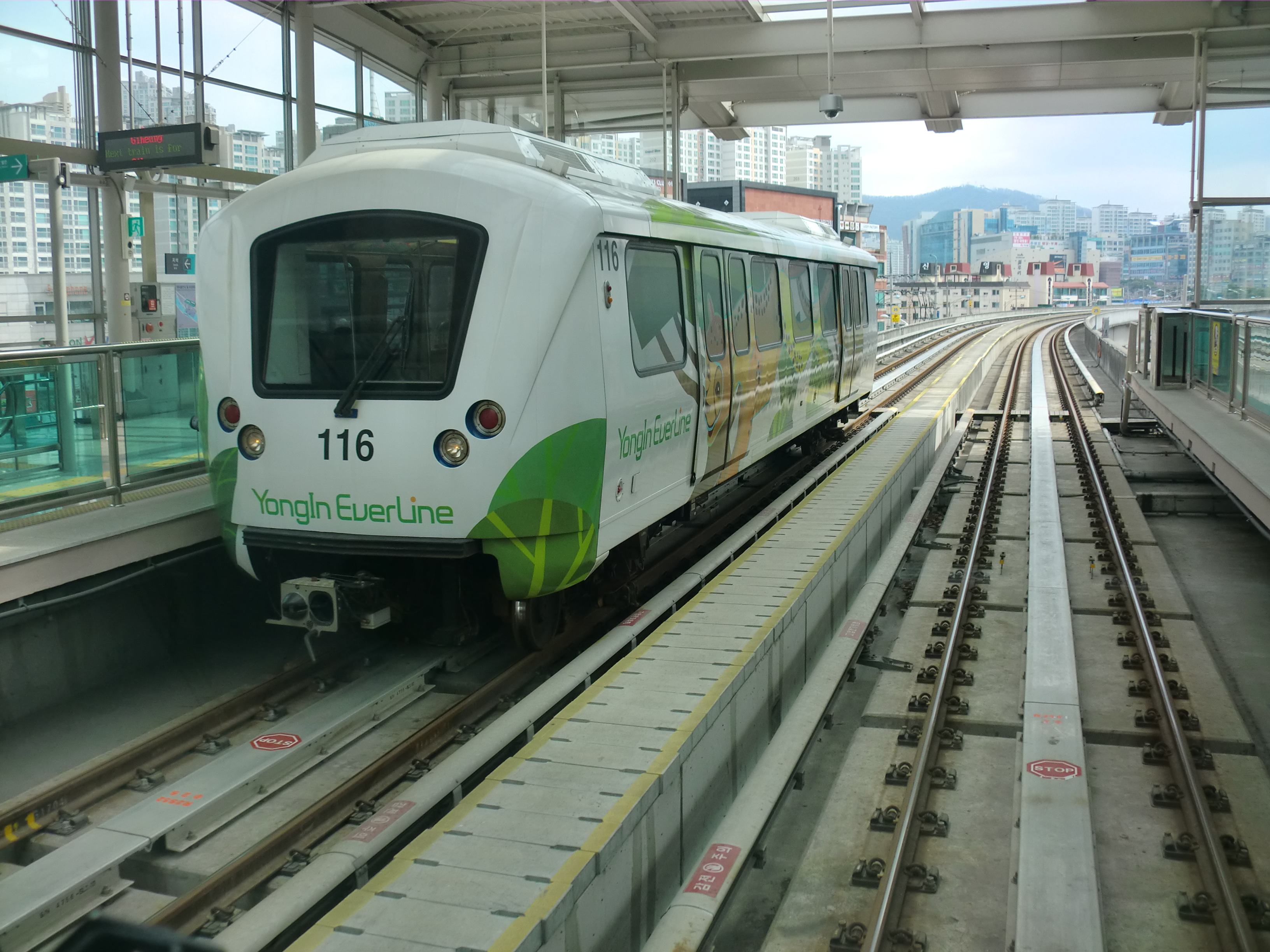
116車次